# جریان حلقه آروماتیک

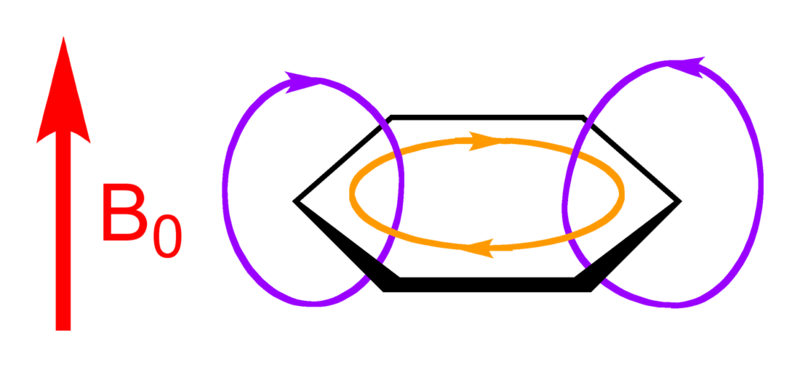
نمودار جریان حلقه آروماتیک. B_{0} میدان مغناطیسی اعمال شده‌است، پیکان قرمز جهت آن را نشان می‌دهد. حلقه نارنجی جهت جریان حلقه و حلقه‌های بنفش جهت میدان مغناطیسی القایی ناشی از آن را نشان می‌دهد.

جریان حلقه آروماتیک اثری است که در مولکول‌های آروماتیک مانند بنزن و نفتالین مشاهده می‌شود. اگر یک میدان مغناطیسی عمود بر صفحه سیستم آروماتیک اعمال شود، یک جریان حلقوی در الکترون‌های π جابجاشده در حلقه آروماتیک القا می‌شود. این پدیده، پیامد مستقیم قانون آمپر است. از آنجایی که الکترون‌های π آزاد در حلقه آروماتیک نسبت به الکترون‌های پیوندی در مولکول‌های غیرآروماتیک از آزادی عمل بیشتری برخوردارند، در نتیجه بیشتر تحت تأثیر میدان مغناطیسی خارجی قرار می‌گیرند.
جریان حلقه، میدان مغناطیسی القایی خود را ایجاد می‌کند. در خارج از حلقه، این میدان در همان جهت میدان مغناطیسی است که از خارج اعمال شده‌است. در داخل حلقه، میدان با میدان اعمال شده خارجی در تقابل است. در نتیجه، میدان مغناطیسی خالصِ خارج از حلقه بیشتر از میدان خارجی است که به تنهایی اعمال می‌شود و در داخل حلقه کمتر است.